# زنبوراوات
الزنبوراوات أو تحت فصيلة فيسبيني (الاسم العلمي: Vespinae) هي أسرة تشمل أكبر وأشهر تنظيمات اجتماعية للزنابير، بما فيها الدبابير الحمراء الحقيقية، و«السترات الصفراء». أما الجنس المتبقي (Provespa) فهي مجموع صغيرة من الزنابير الليلية من جنوب شرق آسيا والمعلومات عنها قليلة. ويوجد جنس واحد منقرض وهو (Palaeovespa) تم تسجيل احافيرها في عصر الإيوسين من كولورادو. تتواجد بشكل جماعي في جميع القارات باستثناء القارة القطبية الجنوبية، والعديد من هذه الزنابير من النوع المجتاح الغازي، تنتشر خارج نطاق مواطنها الأصلية وقد تكون آفة رئيسية.